# Ујазд
Ујазд (пољ. Ujazd) град је у Пољској у Војводству опољском. По подацима из 2012. године број становника у месту је био 1719.

## Становништво
| 2012. |
| ----- |
| 1.719 |